# سیارک ۳۴۰۷۷
سیارک ۳۴۰۷۷ (به انگلیسی: 34077 Yoshiakifuse، نامگذاری:2000OV68) سی و چهار هزار و هفتاد و هفتمین سیارک کشف شده‌است که در ۳۰ ژوئیه ۲۰۰۰ کشف شد.